# Вторники с Морри
«Вторники с Морри» (англ. Tuesdays with Morrie) — документальная книга, написанная в 1997 году американским писателем Митчем Элбомом.
Книга описывает реальную историю Морри Шварца, профессора социологии, и его взаимоотношение со своим студентом, Митчем Элбомом.
В книге дается хроника уроков о жизни, которые Митч получает от своего учителя, умирающего от амиотрофического латерального склероза (АЛС).

## История написания
В 1995 году Митч Элбом увидел в новостной передаче ABC Найтлайн интервью с Морри Шварцем, профессором социологии, где тот рассказывал о своей жизни с неизлечимой болезнью АЛС и ожидаемой от неё скорой смерти.
Митч, который во время своего обучения в колледже хорошо знал Морри Шварца — своего тогдашнего преподавателя, связался с ним, приехал навестить его в пригороде Бостона и затем стал приезжать каждый вторник для обсуждения вопросов жизни и смерти.
Пытаясь найти способ оплатить медицинские счета Морри, Митч решил найти издателя для книги, которая бы описывала эти визиты.
Будучи отвергнута многими издательствами, идея книги была принята издательством Даблдэй незадолго до смерти Морри, позволив Митчу таким образом осуществить задуманную помощь.
Книга Вторники с Морри была опубликована в 1997 году небольшим тиражом и представляла собой хронику встреч, которые Митч Элбом провел со своим преподавателем.
Первоначальный тираж составлял 20,000 копий.
Благодаря людской молве продажи книги понемногу вырастали, а краткое упоминание в шоу Опры Уинфри подняло книгу в список Нью-Йоркских бестселлеров в октябре 1997 года.
Далее популярность книги возрастала стремительно, и шесть месяцев спустя она заняла первую строчку в списке.
Книга оставалась в списке бестселлеров в течение 205 недель.
Всего было продано 14 миллионов копий книги, она была переведена на 41 язык 
и является одним из наиболее читаемым мемуаров всех времен.

## Сюжет
Журналист Митч Элбом вспоминает время, которое он провел со своим 78-летним преподавателем социологии Морри Шварцем, умирающим от амиотрофического латерального склероза (АЛС).
Будучи бывшим студентом Морри, Митч Элбом ни разу не контактировал с Морри с периода посещения его курса в колледже шестнадцатью годами ранее.
Первые три главы содержат предвестие последнего разговора Митча и Морри, ретроспекцию выпускной церемонии Митча в колледже и обзор событий, произошедших в жизни Митча в промежутке между окончанием колледжа и новой встречей со своим преподавателем.
Митч — успешный спортивный журналист в газете Детройт фри пресс, хотя в детстве мечтал стать пианистом.
Увидев Морри в телепередаче ABC Найтлайн, Митч позвонил Морри, который узнал своего ученика несмотря на шестнадцатилетнее отсутствие.
Митч пообещал приехать из Мичигана в Массачусетс повидать Морри.
Забастовка журналистов освободила Митча от работы, что он смог приезжать еженедельно — по вторникам — навещать Морри.
Получившаяся книга основана на содержании этих встреч, дополненных лекциями и жизненным опытом Морри Шварца и ретроспективой параллельных событий.

## Основные темы книги
Во время их еженедельных встреч, описанных в книге, Морри делится с Митчем своими соображениями на следующие основные жизненные темы.

### Брать и отдавать
Морри подчеркивает важность умения отдавать.
Он говорит, что мы не только должны учиться любить, но подчеркивает, что мы должны учиться отдавать как можно больше своей любви и учиться принимать любовь в ответ.
Морри объясняет, что получение материальных богатств никогда не даёт настоящего счастья.
На самом деле, единственный способ быть счастливым — это отдавая то, что мы имеем, — не только осязаемые вещи, такие как деньги на благотворительность, — но также наши эмоции, время и усилия.
Эти неосязаемые вещи бесценны, воплощающие собой то, что Морри считает осмысленным бытием.

### Смерть, борьба и смирение
Морри борется со своей болезнью, АЛС, предчувствуя свою неминуемую смерть.
Морри вскоре принимает мысль о предстоящей смерти, когда он начинает разделять буддийскую философию, в соответствии с которой мы каждый день должны допускать возможность, что данный день станет для нас последним днём на Земле.
В буквальном смысле этого принципа, человек может научиться, как следует жить, только научившись, как можно умереть.

### Любовь, семья, друзья и общение
Морри говорит, что любить — это самое важное, что мы можем делать.
Поскольку общество имеет другие приоритеты, большинство из нас только суетится, фокусируясь на таких банальных аспектах, как карьерные достижения или материальные блага, и игнорируем наиболее драгоценные аспекты нашей жизни.
Это не тот путь, чтобы достичь настоящего счастья.
Индивиду следует отвергнуть массовую культуру, чтобы определить собственные ценности и построить своё счастье.
Культура должна переродиться и строиться вокруг любви к друзьям, семье и окружающим людям.
Хотя Морри и не предлагает человечеству слепо принять такую культуру, он своим примером показывает, что эти аспекты должны быть приоритетными в жизни человека.
Вне зависимости от того, какую культуру мы примем, ни один из нас не сможет прожить без любви.

### Массовая культура
Современная культура совместно со средствами массовой информации внушают индивиду искажённую систему ценностей.
Практически каждый свой визит Митч обращает внимание Морри на количество негативных новостных статей в каждой газете, одержимость нации тривиальными жизнями знаменитостей.
Напротив, Морри в процессе своей жизни сформировал индивидуальную систему ценностей, вместо того, чтобы приспосабливаться к ценностям популярной культуры.
Он убеждает других людей делать то же самое.

## Аудиоверсия книги
Будучи профессиональным спортивным комментатором, Митч Албом персонально озвучивает аудиоверсию своей книги (на английском языке), без привлечения актёров для озвучивания.
В приложении к аудиоверсии книги звучат фрагменты документальной записи голоса самого Морри Шварца, сделанной Митчем во время их встреч, где Морри произносит некоторые свои изречения, ставшие после его смерти ключевыми для книги.

## Экранизация
В 1999 году режиссёр Мик Джексон снял по книге одноимённый драматический фильм, в котором снялись Джек Леммон в роли Морри и Хэнк Азариа в роли Митча.
За сыгранную роль Морри Джек Леммон был награждён премией Эмми.

## Внешние ссылки
- Tuesdays with Morrie.com - официальный сайт книги в Интернет (на английском языке)